# Rumänien i olympiska vinterspelen 1984
Rumänien deltog med 19 deltagare vid de olympiska vinterspelen 1984 i Sarajevo. Ingen av landets deltagare erövrade någon medalj.